# Fe (eventyrvæsen)
 For alternative betydninger, se Fe. (Se også artikler, som begynder med Fe)
En fe er kendt i mytologi eller fabler i folkeminder i europæiske kulturer (heriblandt keltisk, slavisk, tysk, engelsk og fransk). Hun er en metafysisk eller overnaturlig ånd.
Myter og historier om feer er folkeovertro fra forskellige kilder. Teorier om feerne oprindelse er bl.a. at de er faldne engle eller dæmoner i den kristne tradition, guder i hedensk tro, dødes sjæle, forhistoriske forfædre for mennesker eller som naturånder.
Betegnelsen fe anvendes om magiske skabninger med menneskeligt udseende, magiske kræfter og forkærlighed for svindel og snyd. Eller om magiske væsner som gobliner og gnomer.
Feer skulle generelt ligne mennesker og have magiske evner. Diminutive feer af forskellig art er omtalt i flere hundrede år fra helt små på få centimeter høje til samme størrelser som mennesker. Nogle feer kan gøre sig små ved hjælp af magi, mens andre kan gøre sig større for at ligne mennesker. På Orkney bliver feer beskrevet som korte af statur, i mørkegråt tøj og nogle gange i rustning. I nogle folkeminder har feer grønne øjne. Nogle steder går de med sko, mens de andre steder går uden.
Vinger er almindelige i victoriansk litteratur og kunst og i senere perioder, mens vinger er sjældne i folkeminder; hvis feer kan flyve, er det ved magi: nogle gange siddende på brandbæger-stængler eller på fugle. Moderne illustrationer viser ofte feer med vinger som guldsmede eller sommerfugle.